# Biserica „Maica Precista” din Pitești
Biserica "Maica Precista este un monument istoric aflat pe teritoriul municipiului Pitești. În Repertoriul Arheologic Național, monumentul apare cu codul 13417